# Martina Renner

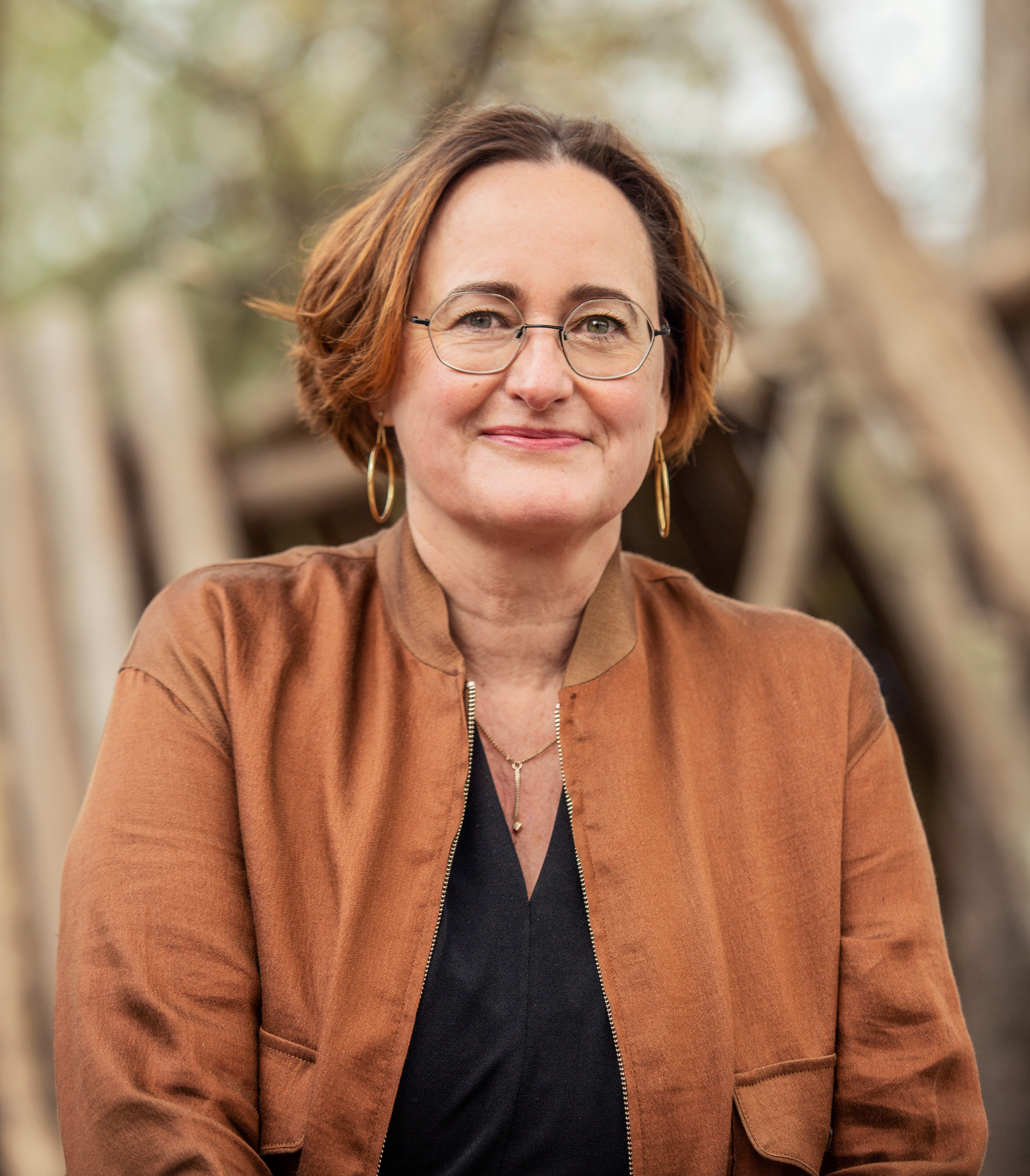
Martina Renner, 2021

Martina Renner (* 11. März 1967 in Mainz) ist eine ehemalige deutsche Politikerin (Die Linke). Sie war von 2013 bis 2025 Mitglied des Deutschen Bundestages und war von 2018 bis 2022 stellvertretende Vorsitzende ihrer Partei. Sie ist Expertin für Rechtsextremismus und wirkt als Autorin und Referentin zu den Schwerpunkten Rechtsterror, Sicherheitspolitik und Geheimdienste.

## Werdegang
Nach dem Abitur 1986 am Gymnasium Gonsenheim, dessen räumliche Nähe zum HNG-Zentrum von Ursula und Curt Müller sie politisiert habe, studierte Renner von 1987 bis 1995 Philosophie, Kulturwissenschaft, Kunstwissenschaft und Biologie an der Universität Bremen, wo sie von 1993 bis 1995 dem Vorstand des Allgemeinen Studierendenausschusses (AStA) angehörte. Nach dem Studium arbeitete sie in Bremen von 1996 bis 1997 als Bildungs- und Öffentlichkeitsreferentin beim Deutsch-Kurdischen Freundschaftsverein e. V. und von 1998 bis 2002 als Kulturmanagerin im Stadtteilkulturzentrum Fuhrpark.
Renner engagierte sich in Kampagnen gegen Rassismus und Neonazismus und war von 1998 bis 2001 Mitglied des Bremer Landesvorstandes der PDS. 1999 war sie Spitzenkandidatin der PDS bei der Wahl zur Bremischen Bürgerschaft, bei der die Partei 2,89 % der Stimmen erhielt.
Seit 2002 war Renner Wissenschaftliche Mitarbeiterin der PDS-Fraktion im Thüringer Landtag. Von 2005 bis 2007 gehörte sie dem Stadtvorstand der Linkspartei.PDS in Erfurt an. Nach der Landtagswahl in Thüringen 2009 zog sie über Platz 19 der Landesliste ihrer Partei in den Landtag ein. Sie war dort stellvertretende Vorsitzende der Landtagsfraktion der Linken und innenpolitische Sprecherin. Zusammen mit Katharina König-Preuss saß Martina Renner als Obfrau und stellvertretende Vorsitzende im thüringischen Untersuchungsausschuss zum Nationalsozialistischen Untergrund.
Zur Bundestagswahl 2013 wurde Martina Renner auf Platz 3 der Landesliste der Partei Die Linke in Thüringen in den 18. Deutschen Bundestag gewählt. Im März 2014 wurde Renner von der Linksfraktion als Obfrau im NSA-Untersuchungsausschuss des deutschen Bundestages benannt. Bei der Bundestagswahl 2017 wurde sie als Spitzenkandidatin der Landesliste wiedergewählt. Sie war Sprecherin der Linksfraktion für antifaschistische Politik, Obfrau ihrer Fraktion im 1. Untersuchungsausschuss der 19. Wahlperiode des deutschen Bundestages zum Breitscheidplatz-Anschlag und ordentliches Mitglied des Innenausschusses. Zudem gehörte sie als stellvertretendes Mitglied dem Ausschuss für Recht und Verbraucherschutz an.
Renner vertrat ihre Fraktion im Kuratorium der Bundeszentrale für politische Bildung.

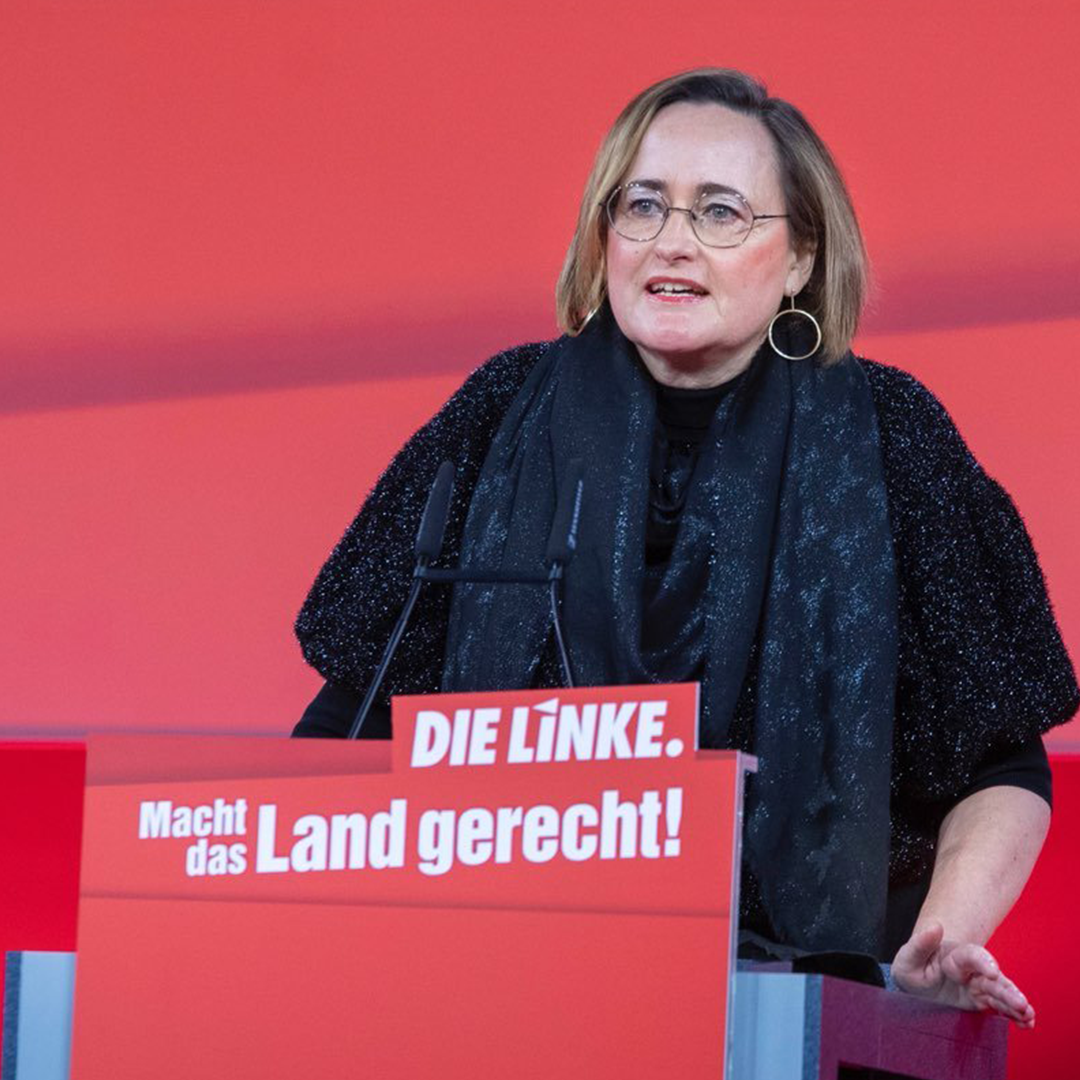
Martina Renner auf dem digitalen Bundesparteitag (2021)

Am 9. Juni 2018 wurde sie auf dem Parteitag in Leipzig zur stellvertretenden Vorsitzenden der Partei Die Linke gewählt. Beim Parteitag im Februar 2021 wurde sie in ihrem Amt bestätigt, auf dem Bundesparteitag in Erfurt im Juni 2022 trat sie nicht noch einmal an.
Am 26. September 2019 erhielt sie wegen Tragens eines Antifa-Stickers am Revers während einer Rede im Bundestag einen Ordnungsruf von dessen Vizepräsident Wolfgang Kubicki. Martina Renner schreibt regelmäßig Beiträge auf der Grundlage von Ergebnissen antifaschistischer Recherchenetzwerke wie etwa dem Antifa-Infoblatt zu den Themen Bürgerrechte, Geheimdienste, Antifaschismus und Demokratiefragen.
Für die Bundestagswahl 2021 wurde Renner als Direktkandidatin im Wahlkreis 190 Eisenach – Wartburgkreis – Unstrut-Hainich-Kreis nominiert und auf Listenplatz 3 der Thüringer Landesliste gewählt. Sie war Mitglied und Obfrau ihrer Fraktion im Innenausschuss sowie stellvertretendes Mitglied im Rechtsausschuss des Deutschen Bundestages. In der Bundestagsfraktion DIE LINKE. war sie Sprecherin für antifaschistische Politik und daneben stellvertretende Vorsitzende der Deutsch-Israelischen Parlamentariergruppe. Nach der Auflösung der Bundestagsfraktion DIE LINKE. am 6. Dezember 2023 war die Innenpolitikerin fraktionslose Abgeordnete und Mitglied mit beratender Stimme im Innenausschuss des Deutschen Bundestages. Mit der Anerkennung des Gruppenstatus am 2. Februar 2024 gehörte sie der Gruppe Die Linke im Bundestag an. Sie war ihre innenpolitische Sprecherin und ordentliches Mitglied im Innenausschuss.
2024 war Renner Mitinitiatorin eines Antrags von Bundestagsabgeordneten zum Verbot der AfD. Bei der Bundestagswahl 2025 trat sie nicht erneut an.

## Ehrenamtliche Tätigkeiten
- Mitglied der Vereinigung der Verfolgten des Naziregimes – Bund der Antifaschistinnen und Antifaschisten, der Vereinte Dienstleistungsgewerkschaft

## Schriften (Auswahl)
- Der Moment für ein AfD-Verbot ist jetzt!, in: Table Media vom 16. Mai 2024, auch online
- mit Sebastian Wehrhahn: Mord an Shlomo Lewin. Mit Blindheit geschlagen, in: Die Zeit 33/2023, auch online
- Razzia gegen die „Stützen der Gesellschaft“, in: Antifaschistisches Infoblatt, Ausgabe 1/2023, auch online
- Polizei ohne Zukunft?, in: Polizei. Wissen. Themen polizeilicher Bildung, Jahrgang 6, Ausgabe 2/2022, Frankfurt/Main. ISSN 2567-6849.
- Alt-Holocaustleugner*innen und Neu-Freikorps in Thüringen. Die Europäische Aktion in Thüringen/Deutschland mit Kai Budler, in: Die Europäische Aktion vor Gericht. Grenzen juristischer Aufklärung neonazistischer Straftaten und die Notwendigkeit kritischer Prozessbeobachtung prozess.report - Verein zur Förderung von Investigativjournalismus und Menschenrechten (Hg.), Wien 2021[18]
- Gewalt, Rassismus und rechter Terror, in: Das faschistische Echo der Vergangenheit, Rosa-Luxemburg-Stiftung Thüringen (Hg.), VSA-Verlag, Hamburg, 2021, ISBN 978-3-96488-089-5
- Die Landnahme des Geheimen Eine parlamentarische Kontrolle findet nicht statt, in: Was heißt hier eigentlich Verfassungsschutz? - Ein Geheimdienst und seine Praxis, Cornelia Kerth & Martin Kutscha (Hg.)
- Die neue Rechte: Corona als Tag X mit Sebastian Wehrhahn in: Blätter für deutsche und internationale Politik 5/20
- Ermordet von Händen von Bösewichten (1): Der Mord an Shlomo Lewin und Frida Poeschke mit Sebastian Wehrhahn, in: Wissen schafft Demokratie. Schriftenreihe des Instituts für Demokratie und Zivilgesellschaft 06/2019, S. 72–81
- Rückhaltlose Aufklärung? NSU, NSA, BND – Geheimdienste und Untersuchungsausschüsse zwischen Staatsversagen und Staatswohl mit Benjamin-Immanuel Hoff, Heike Kleffner, Maximilian Pichl (Hrsg.). VSA-Verlag, Hamburg, 2018, ISBN 978-3-89965-791-3.
- Das Problem Verfassungsschutz mit Sebastian Wehrhahn, in: vorgänge - Zeitschrift für Bürgerrechte und Gesellschaftspolitik, 4/2018
- Verdunklung als Prinzip mit Sebastian Wehrhahn in: Blätter für deutsche und internationale Politik 1/2017[19]
- Goldrausch in: Prager Frühling 10/2016[20]
- Roewers Gesellen mit Paul Wellsow in: Made in Thüringen?[21], Bodo Ramelow (Hrsg.)
- Was war der NSU? in: Schreddern, Spitzeln, Staatsversagen – Wie rechter Terror, Behördenkumpanei und Rassismus aus der Mitte zusammengehen, Bodo Ramelow (Hrsg.), Hamburg, VSA[22]
- They live in: Stadt – Land – Rechts – Brauner Alltag in der deutschen Provinz Reihe: Texte der RLS Bd. 63 von Friedrich Burschel (Hrsg.) auch online
- Thüringen: Lückenlose Aufklärung? mit Paul Wellsow und Steffen Trostorff in: Wer schützt die Verfassung?, Heinrich-Böll-Stiftung Sachsen (Hrsg.), Dresden 2013.[23]
- Schlesische Jugend: Gefahr von rechts Zwischen Volkstanz und Neonazismus mit Maik Baumgärtner und Andrea Röpke, Rosa-Luxemburg-Stiftung Thüringen (Hrsg.)